# Kościół św. Marii Magdaleny w Dobrowodzie
Kościół św. Marii Magdaleny w Dobrowodzie – rzymskokatolicka świątynia z połowy XIV w., ufundowany przez biskupa krakowskiego Floriana z Mokrska w 1354 r., rozbudowany w XV w.; w latach 1524–1525 został przebudowany w stylu późnogotyckim, nadając mu obecny kształt.

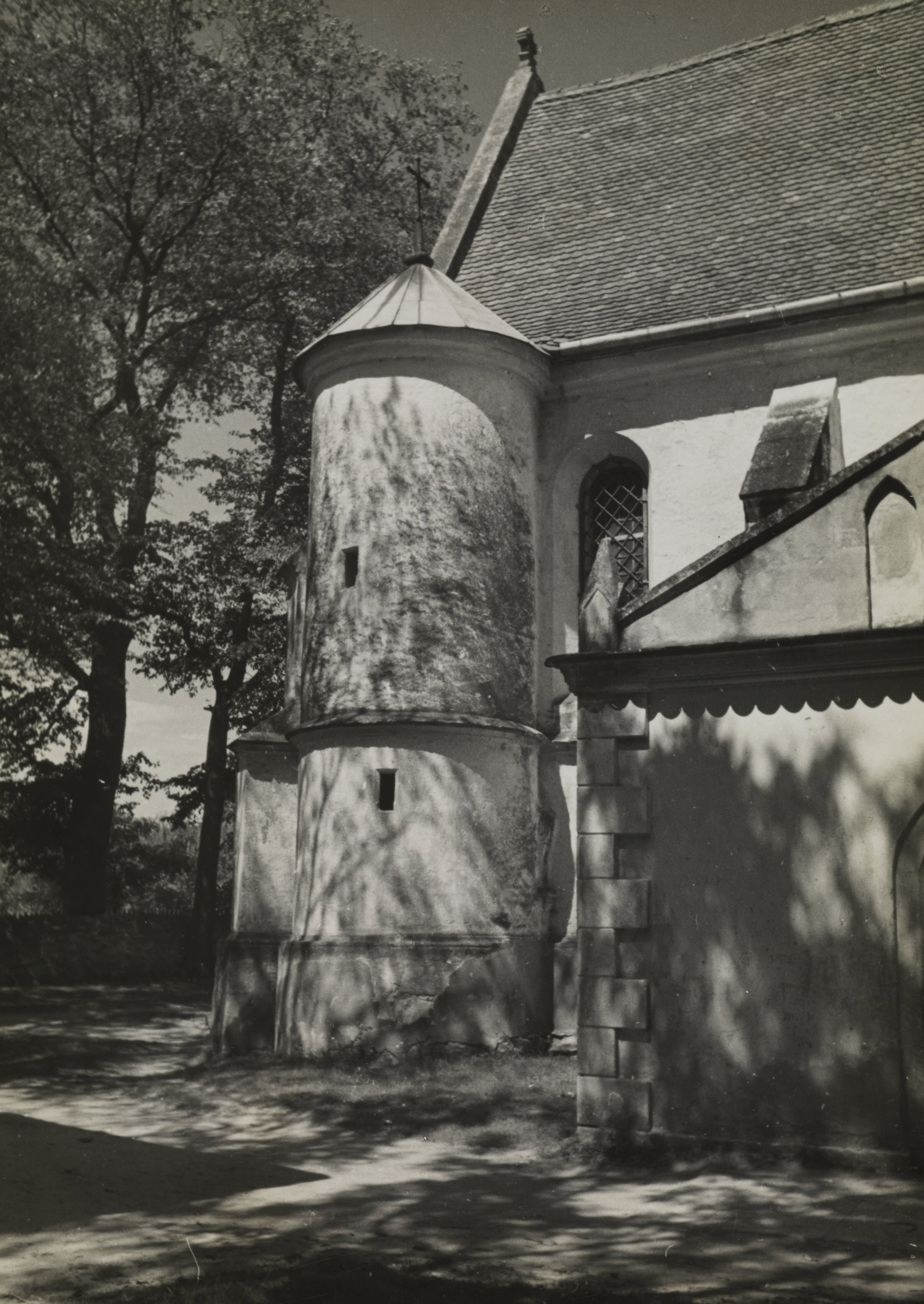
Widok kościoła około 1936

Świątynia jednonawowa, z węższym i niższym prezbiterium do którego od strony północnej przylega niewielka zakrystia; do nawy od północy przylega kaplica pw. Matki Boskiej z XVI wieku; do fasady zachodniej kościoła dobudowana jest okrągła wieżyczka ze stożkowym dachem; do wnętrza kościoła prowadzi gotycko-renesansowy portal, nad którym umieszczony jest herb Łodzia; neogotycka kruchta kościoła została dobudowana na początku XX wieku; wewnątrz, w pobliżu kruchty zachowały się fragmenty gotyckiej inskrypcji z XVI w.; na sieciowym sklepieniu nawy umieszczono herby szlacheckie Łodzia, Doliwa, Jastrzębiec, Dębno oraz Ślepowron; sklepienie prezbiterium krzyżowo-żebrowe; na parapecie chóru znajdują się kartusze z herbami Łodzia, Poraj oraz Warnia; z prezbiterium do zakrystii prowadzi wczesnorenesansowy portal z XVI w.; obraz na ołtarzu głównym przedstawia Ukrzyżowanie; pod amboną znajduje się marmurowa, renesansowa płyta nagrobna Jana Boboli z 1605 r.; w filar oddzielający nawę od kaplicy Matki Boskiej wbudowane jest renesansowe epitafium tegoż Jana Boboli z popiersiem zmarłego; obok kościoła znajduje się drewniana dzwonnica z XVIII wieku oraz figura św. Jana Nepomucena.

## Małopolska Droga św. Jakuba
Kościół znajduje się na odnowionej trasie Małopolskiej Drogi św. Jakuba z Sandomierza do Tyńca, która to jest odzwierciedleniem dawnej średniowiecznej drogi do Santiago de Compostela i związana jest z pielgrzymowaniem do grobu św. Jakuba.